# Quantum Gate
Quantum Gate es el septuagésimo álbum de estudio del grupo alemán de música electrónica Tangerine Dream. Publicado en septiembre de 2017 por los sellos Eastgate y Kscope está compuesto por 9 canciones. En 2018 se reeditó en formato de doble álbum, incorporando el álbum de estudio Quantum Key (2015), a la postre una de las últimas referencias grabadas por el fundador del grupo Edgar Froese.
El álbum fue nominado en la categoría de Mejor Álbum del año en los 2018 Progressive Music Awards.

## Producción

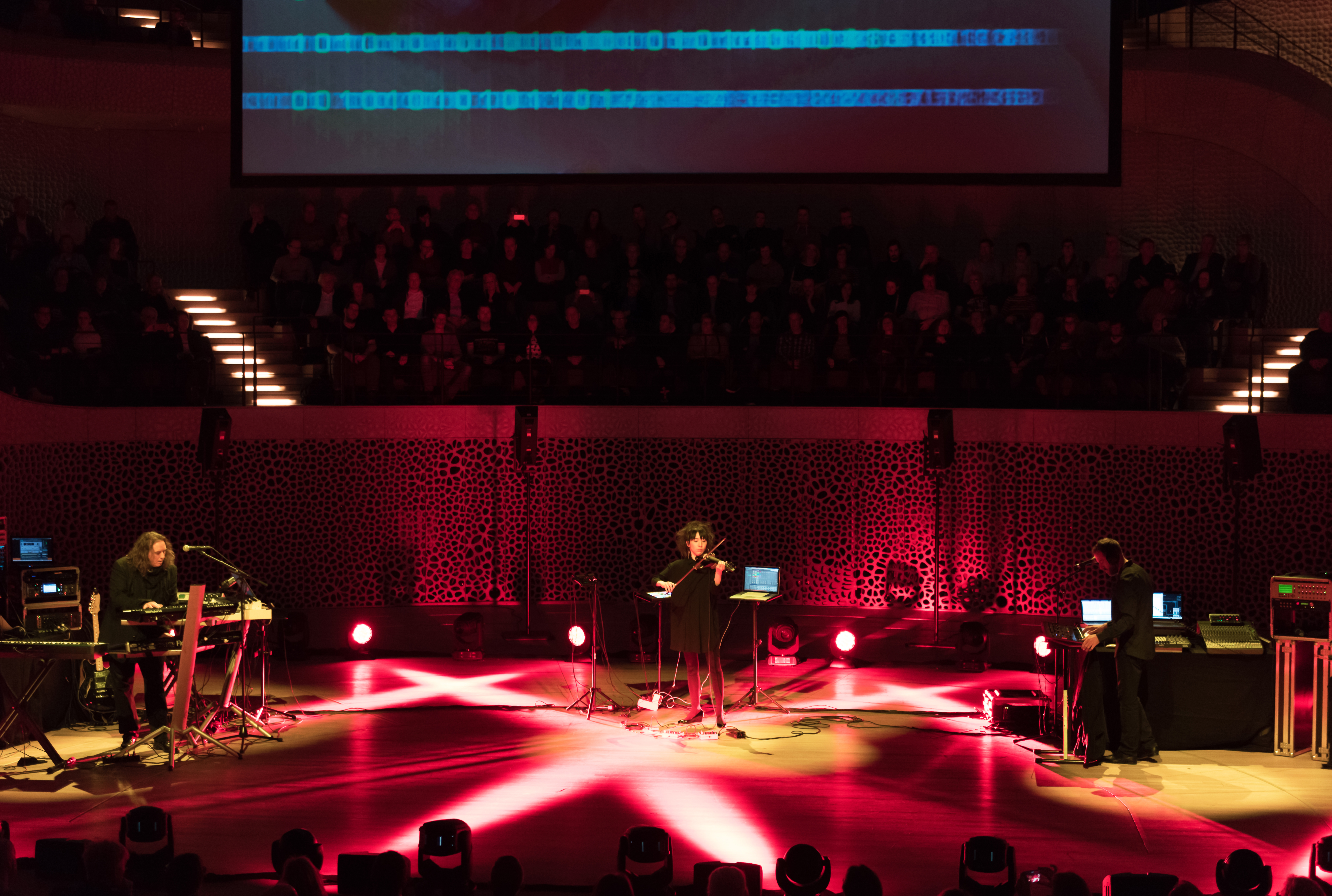
Quantum Gate es un álbum con la alineación de Tangerine Dream tras la muerte de Edgar Froese: Thorsten Quaeschning (izda.), Hoshiko Yamane (centro) y Ulrich Schnauss (dcha.)

En agosto de 2014, tras la última reforma de los integrantes de la banda, Edgar Froese, Thorsten Quaeschning, Ulrich Schnauss y Hoshiko Yamane comenzaron el proceso de trabajo de Quantum Gate. Este álbum inauguraría una nueva etapa en el recorrido de Tangerine Dream, denominada «Quantum Years», en la que los procesos de trabajo del grupo se modificarían sustancialmente en puntos clave para lograr actualizar el sonido característico de la banda. Temáticamente la mecánica cuántica y la filosofía serían los aspectos clave de las nuevas grabaciones.
Edgar Froese falleció de manera inesperada a principios de 2015. En el libreto del álbum se detalla que Froese pidió expresamente a Bianca Froese-Acquaye, su mujer y mánager de Tangerine Dream desde 2000, que prosiguieran con la labor. El mismo año Quaesching, Schnauss y Yamane decidieron proseguir con la carrera del grupo y prosiguieron la composición a partir de los bocetos y anotaciones elaboradas por Froese. De esta manera vieron la luz varios trabajos firmados con el nombre de Tangerine Dream como Quantum Key (2015), Particles (2016) o The Sessions I (2017). 
El proceso de grabación y mezcla se prolongó durante dos años, hasta junio de 2017, y se realizó en los estudios Eastgate (Viena) y Townend Studio (Berlín). La masterización del álbum se realizó en Sundlauding Studios de Reikiavick (Islandia) por Birgir Jon "Biggi" Birginsson. El álbum se publicó en el 29 de septiembre de 2017 coincidiendo con el 50 aniversario de la fundación de Tangerine Dream.

## Recepción

### Crítica
Los portales de información musical valoran en general de forma positiva el álbum. Ignasi Franch en el reportaje elaborado con motivo de la publicación del álbum en eldiario.es indicaba:

"El nuevo trío puede llegar a parecer una variante especialmente creativa de una banda de versiones. Aunque quizá no sea capaz de descubrirnos nuevos mundos a causa de un talante algo conservador que se aleja del espíritu aventurero de los primeros álbumes, ofrece una apuesta solvente que puede reenganchar a más de un seguidor previamente desengañado."
Ignasi Franch en eldiario.es 

En AllMusic, con 40 puntuaciones, obtiene una valoración de 4,5 sobre 5.

"Esta es una de las mejores publicaciones lanzadas bajo el nombre de Tangerine Dream en muchos años. Es indescifrable que después de más de 40 años, sin su fundador original y la fuerza que lo guíe, una banda icónica atraiga a una nueva generación de oyentes, pero Tangerine Dream puede hacer eso precisamente."
Crítica de David Seigler en AllMusic 

En Rate Your Music con 161 valoraciones obtiene una puntuación de 3,5 sobre 5.

"Quantum Gate no es un álbum más. Puede que no sea el álbum que muchos fans estaban esperando pero es un valiente paso hacia un destino desconocido. Basado en bocetos musicales dejados por Froese antes de fallecer en 2015, varias pistas han evolucionado más allá de esos bocetos. Lo que sucede al final es la cantidad de trabajo sostenido, el ambiente preciso entre la banda y el legado de Edgar y el profundo respeto que han puesto en este álbum. Es un nuevo comienzo, una nueva dirección en el sonido donde las preguntas abiertas de Edgar acerca de la física cuántica se entrelazan en el tejido mismo de la composición."
Crítica de arcimboldo en Rate Your Music 

## Lista de canciones
| Lista de canciones |                                                |                                                   |          |  |
| N.º                | Título                                         | Escritor(es)                                      | Duración |  |
| 1.                 | «Sensing Elements»                             | Edgar Froese Ulrich Schnauss Thorsten Quaeschning | 13:33    |  |
| 2.                 | «Roll The Seven Twice»                         | Edgar Froese Ulrich Schnauss Thorsten Quaeschning | 6:25     |  |
| 3.                 | «Granular Blankets»                            | Edgar Froese Ulrich Schnauss Thorsten Quaeschning | 5:03     |  |
| 4.                 | «It Is Time To Leave When Everyone Is Dancing» | Ulrich Schnauss Thorsten Quaeschning              | 6:36     |  |
| 5.                 | «Identity Proven Matrix»                       | Edgar Froese Ulrich Schnauss Thorsten Quaeschning | 5:18     |  |
| 6.                 | «Non-Locality Destination»                     | Edgar Froese Ulrich Schnauss Thorsten Quaeschning | 9:59     |  |
| 7.                 | «Proton Bonfire»                               | Edgar Froese Ulrich Schnauss Thorsten Quaeschning | 8:25     |  |
| 8.                 | «Tear Down The Grey Skies»                     | Edgar Froese Ulrich Schnauss Thorsten Quaeschning | 6:17     |  |
| 9.                 | «Genesis Of Precious Thoughts»                 | Edgar Froese Ulrich Schnauss Thorsten Quaeschning | 9:10     |  |
| 70:46              |                                                |                                                   |          |  |

## Personal
- Edgar Froese: composición, sintetizador y guitarra eléctrica
- Thorsten Quaeschning: composición, dirección musical, sistetizador, guitarra eléctrica y bajo
- Ulrich Schnauss: composición y sintetizador
- Hoshiko Yamane: violín
- Birgir Jon "Biggi" Birginsson: masterización
- Bianca-Froese Acquaye: diseño artístico